# Live at the BBC (álbum de Marianne Faithfull)
Live at the BBC es un álbum recopilatorio con canciones de la cantante británica Marianne Faithfull publicado por Universal en su sello Decca en 2008. Las grabaciones fueron hechas en cinco ocasiones para el programa radial de la BBC Saturday Club entre 1965 y 1966.

## Grabaciones
Marianne Faithfull había publicado ya para 1966 tres álbumes de estudio y diversos sencillos con canciones inéditas en los álbumes. Todos ellos fueron editados bajo el sello Decca.
Las grabaciones que aparecieron finalmente en Live at the BBC en 2008 correspondieron a las efectuadas por Faithfull para el programa de la BBC Saturday Club entre 1965 y 1966. En el álbum se presentaron tres canciones por cada una de las cinco fechas en que la artista las había grabado, por lo que sumaba un total de quince canciones. 
Las primeras tres pistas de Live at the BBC, grabadas para la radio el 13 de mayo de 1965, correspondieron todas ellas al álbum Marianne Faithfull, de las cuales «Come and Stay with Me» se había publicado previamente como sencillo. Las pistas 4 a 6, grabadas el 5 de junio, pertenecieron al EP Go Away from My World —«The Sha La La Song» también había aparecido como lado B de «Summer Nights»— y al sencillo «This Little Bird».
«Go Away from My World» tuvo el 24 de julio una segunda grabación para la radio, junto a las canciones «Paris Bells» —del álbum Marianne Faithfull— y el sencillo «Summer Nights». El 18 de diciembre se grabaron para la radio «Lullaby» y «The Last Thing on My Mind», incluidas después en el álbum North Country Maid, y el sencillo «Yesterday», publicado como tal en octubre de 1965. Y el 31 de mayo de 1966 se grabó el primer sencillo de Faithfull, «As Tears Go By»; «Cockleshells», de North Country Maid; y el recién publicado sencillo de «Tomorrow's Calling».

## Lista de canciones
| N.º   | Título                              | Escritor(es)                                    | Duración |  |
| 1.    | «Can't You Hear My Heartbeat»       | John Carter, Ken Lewis                          | 2:25     |  |
| 2.    | «Interview / Come and Stay with Me» | Jackie DeShannon                                | 3:37     |  |
| 3.    | «In My Time of Sorrow»              | DeShannon, Jimmy Page                           | 2:09     |  |
| 4.    | «Go Away from My World»             | Jon Mark                                        | 2:35     |  |
| 5.    | «The Sha La La Song»                | Michael Farr                                    | 2:22     |  |
| 6.    | «Interview / This Little Bird»      | John D. Loudermilk                              | 3:10     |  |
| 7.    | «Go Away from My World»             | Mark                                            | 2:40     |  |
| 8.    | «Paris Bells»                       | Jon Birchell                                    | 2:46     |  |
| 9.    | «Interview / Summer Nights»         | Brian Henderson, Lesley Strike                  | 3:02     |  |
| 10.   | «Interview / Lullaby»               | Mark                                            | 2:29     |  |
| 11.   | «The Last Thing on My Mind»         | Tom Paxton                                      | 2:11     |  |
| 12.   | «Yesterday»                         | John Lennon, Paul McCartney                     | 2:17     |  |
| 13.   | «As Tears Go By»                    | Mick Jagger, Andrew Loog Oldham, Keith Richards | 2:59     |  |
| 14.   | «Cockleshells»                      | Mick Taylor                                     | 3:10     |  |
| 15.   | «Interview / Tomorrow's Calling»    | Eric Woolfson                                   | 3:45     |  |
| 41:51 |                                     |                                                 |          |  |

## Créditos
| - Marianne Faithfull – voz - Brian Mathew – entrevistador - Mike Leander – orquestación (tracks: 1 a 9 y 13 a 15) - Jon Mark – guitarra (tracks: 10 a 12) | - David Wedgbury – fotografía - Roger Kasparian – fotografía (slipcase) - Gered Mankowitz – fotografía (slipcase) - John Pratt – fotografía (slipcase) |